# Polo (analisi complessa)

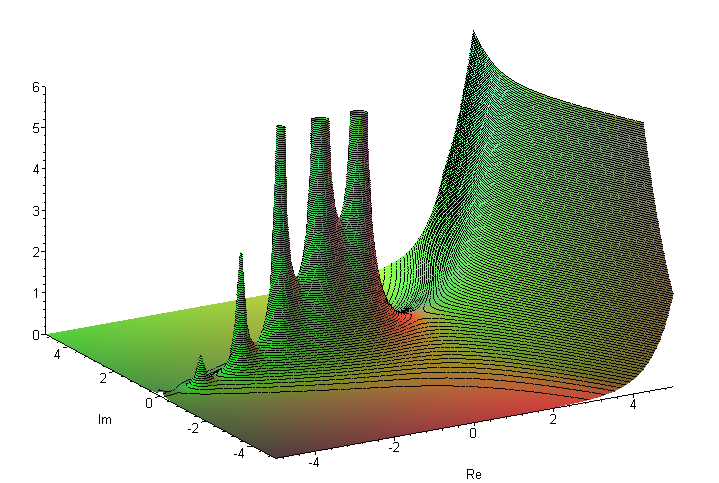
Il modulo della funzione Gamma con alcuni poli.

In matematica, e in particolare in analisi complessa, per polo di una funzione olomorfa {\displaystyle f(z)}, si intende una singolarità isolata {\displaystyle z_{0}} della funzione per cui
{\displaystyle \lim _{z\to z_{0}}|f(z)|=+\infty .}
Il polo si distingue dalla singolarità eliminabile e dalla singolarità essenziale, per le quali tale limite rispettivamente è finito e non esiste.
La conoscenza delle caratteristiche dei poli di una funzione olomorfa consente di determinare molte delle sue caratteristiche; inoltre lo studio dei poli è fondamentale nel calcolo dei residui.

## Serie di Laurent
Una definizione equivalente può essere data tramite serie di Laurent. Una singolarità isolata {\displaystyle z_{0}} è un polo se e solo se lo sviluppo locale in serie di Laurent è del tipo
{\displaystyle f(z)=\sum _{n=0}^{+\infty }a_{n}\left(z-z_{0}\right)^{n}+{\frac {b_{1}}{z-z_{0}}}+\cdots +{\frac {b_{k}}{\left(z-z_{0}\right)^{k}}},}
con {\displaystyle b_{k}\neq 0}, per qualche {\displaystyle k>0}.
In altre parole, una singolarità isolata è un polo se e solo se la parte principale della serie di Laurent in un intorno bucato della singolarità è costituita da un numero finito di termini, cioè se i coefficienti con apice {\displaystyle n} negativo sono un numero finito {\displaystyle k} diverso da zero:
{\displaystyle f(z)=\sum _{n=-k}^{+\infty }a_{n}\left(z-z_{0}\right)^{n}.}

## Ordine del polo
L'ordine del polo è il numero naturale {\displaystyle k} di termini che costituiscono la parte principale della serie di Laurent. Analogamente, {\displaystyle z_{0}} è un polo di ordine {\displaystyle h} se esiste un (unico) {\displaystyle h>0} tale per cui il limite:
{\displaystyle b_{h}=\lim _{z\rightarrow z_{0}}f(z)\left(z-z_{0}\right)^{h},}
esiste, è finito ed è diverso da zero.

## Esempi
Una funzione
{\displaystyle f(z)={\frac {p(z)}{q(z)}},}
dove {\displaystyle p} e {\displaystyle q} sono polinomi senza radici in comune (quindi la funzione è ridotta ai minimi termini), è definita su 
{\displaystyle \mathbb {C} \setminus \{z_{1},\ldots ,z_{n}\},}
dove {\displaystyle z_{1},\ldots ,z_{n}} sono le radici di {\displaystyle q}. Ciascuno di questi punti è un polo, il cui ordine è pari alla molteplicità della radice. Ad esempio,
{\displaystyle f(z)={\frac {z+1}{z(z-1)^{2}}},}
ha un polo di ordine {\displaystyle 1} in {\displaystyle 0} ed un polo di ordine {\displaystyle 2} in {\displaystyle 1}.
La funzione 
{\displaystyle f(x)={\frac {1}{\sin x}},}
è definita su
{\displaystyle \mathbb {C} \setminus \{k\pi \ |\ k\in \mathbb {Z} \},}
ed ha un polo di ordine uno su ogni punto {\displaystyle k\pi }. Ha quindi infiniti poli.

## Funzione meromorfa
Una funzione olomorfa {\displaystyle f} avente poli nei punti {\displaystyle z_{1},\ldots z_{n}} può essere considerata come una funzione il cui dominio comprende anche questi punti, il cui codominio è la sfera di Riemann {\displaystyle \mathbb {C} \cup \{\infty \}}: è sufficiente imporre {\displaystyle f(z_{i})=\infty }. Il risultato di questa operazione è una funzione meromorfa.